# 차원 해석
차원 해석(Dimensional analysis)은 공학 및 과학에서 기본 수량(예: 길이, 질량, 시간 및 전류)과 측정 단위(예: 미터 및 그램)를 식별하고 이러한 치수를 추적하여 서로 다른 물리량 간의 관계를 분석하는 것이다. 계산 또는 비교가 수행될 때. 차원 해석이라는 용어는 과학적 공식을 평가하는 데 사용할 수 있는 한 차원 단위에서 다른 차원 단위로 단위를 변환하는 것을 의미하기도 한다.
측정 가능한 물리량은 같은 종류이고 같은 차원을 가지며 다른 측정 단위로 표현되더라도 서로 직접 비교할 수 있다. 예: 미터 및 피트, 그램 및 파운드, 초 및 연도. 통약 불가능한 물리량은 종류도 다르고 차원도 다르며, 어떤 단위로 표현되든 직접 비교할 수 없다. 미터와 그램, 초와 그램, 미터와 초. 예를 들어 1그램이 1시간보다 큰지 묻는 것은 의미가 없다.
물리적으로 의미가 있는 모든 방정식 또는 부등식은 차원 동질성으로 알려진 속성인 왼쪽과 오른쪽의 차원이 동일해야 한다. 차원 동질성을 확인하는 것은 파생 방정식 및 계산에 대한 타당성 확인 역할을 하는 차원 해석의 일반적인 적용이다. 또한 더 엄격한 유도가 없는 경우 물리적 시스템을 설명할 수 있는 방정식을 유도할 때 가이드 및 제약 조건 역할을 한다.
물리적 차원과 차원 해석의 개념은 1822년 조제프 푸리에에 의해 소개되었다.

## 같이 보기
- 페르미 문제
- 단위계
- 벡터의 공변성 및 반변성
- 외대수
- 기하적 대수학